# Зденек Конопиштьский из Штернберка
Зденек Конопиштьский из Штернберка (чеш. Zdeněk Konopišťský ze Šternberka; ум. в 1476 году) — средневековый чешский аристократ и государственный деятель из конопиштьской ветви панского рода Штернберков, высочайший бургграф Чешского королевства, католик  (1448—1467).